# Corruption of Innocence
Corruption of Innocence è il quinto album in studio dei Vanadium, pubblicato nel 1987.

## Tracce
Testi e musiche di Prantera, Scotto, Tessarin.
1. Backbone of Society – 4:00
2. Down 'n' Out (Broken Inside) – 4:53
3. Gimme so Much – 4:01
4. Corrupted Innocence – 4:40
5. Winds of Destruction – 4:18
6. Talk of the Town – 3:37
7. Images – 3:14
8. Dangerous Game – 3:36
9. Over the Limit – 4:20

## Formazione
- Pino Scotto - voce
- Steve Tessarin - chitarra
- Mimmo Prantera - basso
- Ruggero Zanolini - tastiere
- Lio Mascheroni - batteria